# Počátky
Počátky är en stad i Tjeckien.   Den ligger i regionen Vysočina, i den centrala delen av landet, 110 km sydost om huvudstaden Prag. Počátky ligger 618 meter över havet och antalet invånare är 2 719.
Terrängen runt Počátky är lite kuperad, och sluttar västerut. Runt Počátky är det ganska tätbefolkat, med 54 invånare per kvadratkilometer. Närmaste större samhälle är Pelhřimov, 19,0 km norr om Počátky. Omgivningarna runt Počátky är en mosaik av jordbruksmark och naturlig växtlighet.